# Iordens Viooldagen
De Iordens Viooldagen, georganiseerd door de Stichting Vioolprijs Iordens-barones Sweerts de Landas bestaan uit een concours en een samenspelevenement voor jonge Nederlandse violisten van 10 tot en met 15 jaar. De Iordens Viooldagen worden eens per twee jaar georganiseerd en vinden plaats in het gebouw van het Koninklijk Conservatorium in Den Haag. Deze Viooldagen werden voor het eerst georganiseerd in 1980.

## Organisatie
Deelname is mogelijk in twee categorieën:
- Categorie I, waarin wordt voorgespeeld en samengespeeld zonder dat daar prijzen aan verbonden zijn
- Categorie II, waarin voor een jury wordt gespeeld en prijzen zijn te winnen. Deze categorie wordt gesplitst in twee delen: Categorie II A: leeftijd 10-12 jaar en categorie II B: leeftijd 13-15 jaar.

Een vast onderdeel van het concours is het verplichte werk, dat speciaal voor de Iordens Viooldagen gecomponeerd wordt.
In de jury hebben docenten uit het gehele land zitting. De prijzen bestaan uit (bescheiden) geldbedragen. Verder is er als extra de Herman Krebbersprijs voor de beste vertolking van het verplichte werk.

## Naam
Antoinette Jacqueline barones Sweerts de Landas (1871-1950) liet in de statuten opnemen dat een gedeelte van haar nalatenschap diende te worden aangewend voor een vioolprijs met daaraan verbonden haar naam. Het proefspel diende plaats te hebben op 26 januari, de dag waarop zij in 1911 trouwde met Ernst Anthon Iordens (1861-1937), tijdens zijn leven onder meer firmant van Crommelin & Wolterbeek, bankiers te Amsterdam. Deze statuten uit 1948 zijn inmiddels aangepast.

## Geschiedenis
De viooldagen zijn tot stand gekomen na een enquête gehouden onder viooldocenten en muziekschooldirecteuren. Voor die tijd werd er in 1976 een Iordens Concours gehouden voor conservatoriumstudenten. Het concoursprogramma bewoog zich op de hoogte van het Oskar Back Concours; het concours had een internationale jury. Radboud Oomens was de winnaar. Ook Maarten Veeze en Kees Hülsmann speelden in de finale in Diligentia aan de Lange Voorhout te Den Haag. Het toenmalige bestuur onder leiding van Jan van Vlijmen had het plan opgevat om elke twee jaar een dergelijk concours te organiseren met telkenmale een andere tijdsperiode: voor 1978 was dat hedendaags repertoire en twee jaar daarna muziek uit de baroktijd om zich te onderscheiden van het Oskar Back Concours. Bestuurslid Jaring Walta kreeg de opdracht dat 'hedendaagse' programma vorm te geven.
De voorronde voor de eerste Iordens Viooldagen werden in 1980 gehouden in de Haagse Kunstkring aan de Denneweg te Den Haag. De slotronde vond dat jaar plaats in het toen net nieuw opgeleverde gebouw van het Koninklijk Conservatorium aan de Juliana van Stolberglaan nr. 1 te Den Haag. Voor de A-categorie hadden 24 spelers zich aangemeld en voor de B-categorie 20. Zij waren aangemeld door 30 docenten.
Nog steeds worden de Iordens Viooldagen rond 26 januari gehouden. Op het slotconcert spelen van elke categorie (sinds enige jaren is de B-categorie voor spelers van 13 t/m 15 jaar) de drie beste spelers van beide categorieën en degenen die het verplichte stuk het best hebben gespeeld in de ogen van de jury.
Het verplichte stuk is er vanaf het begin geweest: in 1980 werd nog reeds bestaand repertoire uitgevoerd van Léon Orthel en Wolfgang Wijdeveld. Vanaf 1982 is vrijwel altijd een componist gevraagd om speciaal voor het concours iets te schrijven voor de jeugd:
- 1982 - Hans Kox
- 1984 - Rudolf Koumans
- 1988 - Peter-Jan Wagemans
- 1990 - Klaas de Vries
- 1994 - Jurriaan Andriessen
- 1996 - Iannis Kyriakides
- 1998 - Theo Loevendie
- 2000 - Jan van Vlijmen
- 2002 - Leo Samama

Vanaf 2004 hebben steeds compositiestudenten van het Koninklijk Conservatorium nieuwe composities geleverd. Uitzonderingen hierop waren de jaren 2006, toen voor de Categorie II A werd gekozen voor een bestaand stuk, de compositie Shuffle van Theo Loevendie, en 2012, waarvoor Hans Scheepers de composities leverde.
- 2004 - Tomas Hendriks (categorie II A), Niels Berentsen (categorie II B)
- 2006 - Theo Loevendie (categorie II A), Lucas Wiegerink (categorie II B)
- 2008 - Casimir Geelhoed (categorie II A), Jeromos Kamphuis (categorie II B)
- 2010 - Janco Verduin (categorie II A), Christian Richter (categorie II B)
- 2012 - Hans Scheepers
- 2014 - Mayte Levenbach (A) – Leon Blekh (B)
- 2016 - Luna van Leeuwen
- 2018 - Kira van der Woerd (categorie A),  Anna Schultsz (categorie B)
- 2020 - Adinda van Delft  Beste uitvoering van Messer’s Droom van Trevor Grahl (categorie A)
- 2020 - Tess Verweij (categorie B)

Sinds een aantal Viooldagen is er een concertje opgenomen tijdens het slotconcert, waar alle deelnemers optreden, versterkt met een aantal altviolisten, cellisten en contrabassen, onder leiding van dirigent Dirk Jan Schilt.

## Geraadpleegde bronnen
- Jaring Walta: Artikel verschenen in 'ARCO' 2011/nr. 1, het tijdschrift van de Vlaamse en de Nederlandse afdeling van de E.S.T.A. (European String Teachers Association)
- Nederland's Patriciaat: Jaargangen, 5 en 52 (zie Jordens) (uitgave van het CBG - Centraal bureau voor genealogie, Den Haag)
- Nederland's Adelsboek (zie Sweerts de Landas) (uitgave van het CBG - Centraal bureau voor genealogie, Den Haag)
- Jill Stolk en Marga Helmich: 'Daar stond ik dan in Oma's laarzen' - De Iordens Viooldagen 20 jaar jong (uitgave Stichting Iordens Viooldagen, 2000)